# 加盧濟亞
51°23′42″N 25°35′50″E / 51.39500°N 25.59722°E
加盧濟亞（烏克蘭語：Галузія）是位於烏克蘭西部沃倫州裏卡明-卡希爾斯基區的村莊，始建於1577年，面積2.7平方公里，海拔高度173米，2001年人口757，人口密度每平方公里280.37人。